# Email-маркетинг
Email-маркетинг — один з інструментів Інтернет-маркетингу. Розсилка по e-mail може бути виконана в найкоротші терміни і дозволяє охопити велику цільову аудиторію.
Це відносно вигідний тип маркетингу, електронний маркетинг приносить прибуток від інвестицій (ROI) у розмірі 38$ за кожен витрачений долар.

## Види

### Списки розсилки (mailing lists, «opt-in» E-mail marketing)
В інтернеті діють різні списки розсилок, присвячені всіляким тематикам. Ведуть їх, як правило, люди, добре обізнані в даному питанні, регулярно розсилаючи по e-mail чергові випуски розсилок. Одержувачі подібних листів власноручно підписалися на список, і в будь-який момент у них є право і можливість скасувати свою підписку. Існують відкриті розсилки (для всіх бажаючих), закриті (для людей визначеного кола), безкоштовні (існуючі за рахунок ентузіазму творців, спонсорської підтримки, платних рекламодавців), платні.
Список розсилки зазвичай є засобом мовлення для визначеної цільової групи і часто має тисячі передплатників, тому він розглядається як ефективний інструмент маркетингу.

### Дискусійні листи (discussions lists)
Дискусійні листи створюються для обміну інформацією, обговорення питань на визначену тематику. На відміну від списків розсилки писати в листі можуть не тільки безпосередньо його творці, але і всі учасники. Як правило, перед тим, як повідомлення розсилається усі учасникам листа, воно проходить верифікацію. Модератор листа виключає повідомлення, що не відносяться до тематики листа (off-topic), і т. д.
Обов'язково потрібно підписатися і почати моніторити усі дискусійні аркуші які прямим чи непрямим чином стосуються цікавлячого бізнесу. Серед їхніх учасників напевно можна знайти потенційних партнерів і клієнтів.

### Розсилка новин сервера (newsletters and URL-minders)
Можна запропонувати зацікавленим відвідувачам сервера підписатися на спеціальну розсилку, що інформує про відновлення і розміщення нового матеріалу на ньому. Дана розсилка буде нагадувати передплатникам про сервер і сприяти збільшенню повторних візитів. Зрозуміло, не варто посилати повідомлення з незначними чи свідомо нецікавими для одержувача новинами сервера.

### E-mail-автовідповідачі (autoresponders, infobot)
Використовуються рідко. Раніше їхнє основне застосування було в обслуговуванні користувачів, що не мають доступу до WWW. E-mail-автовідповідач відповідав на листи, посилаючи частину інформації, представленої на сервері, і направляв копію запиту адміністратору web-сайта. В наш час[коли?] автовідповідачі доцільно використовувати в наступних випадках:
- якщо в немає часу оперативно відповідати на кореспонденцію, що надходить, (узагалі на e-mail прийнято відповідати протягом 24 годин), автовідповідач може оперативно відсилати що-небудь типу: «Спасибі за Ваше повідомлення, ми відповімо Вам протягом … годин/доби/місяців»;
- якщо ви виїхали у відрядження й у вас не буде доступу до мережі протягом скажемо тижня, автовідповідач може проінформувати про це людей, що послали вам листа.

### Індивідуальні листи
Розсилки індивідуальних листів — трудомістке заняття, що вимагає великої кількості часу, і йому передує кропітка робота зі збору цих адрес. З іншого боку, ваш лист, потрапить саме тій людині, у чиїй увазі рекламодавець найбільшою мірою зацікавлений.

## Безпека
Для коректної роботи розсилок, списки електронних адрес валідуються, під час валідації [Архівовано 7 жовтня 2021 у Wayback Machine.] всі адреси списку перевіряються на корестність. Це допомагає зекономити гроші при надсиланні листів.
Сучасні маркетингові системи використовують не лише валідацію на правильність самої адреси, а й штучний інтелект для визначення ймовірно можливої ефективності розсилки на ті чи інші адреси. Подібні технології дозволяють приблизно оцінити ефективність розсилки до її початку, а таким чином і визначити ефективність та доцільність її проведення.